# Núria Solé i Ventura

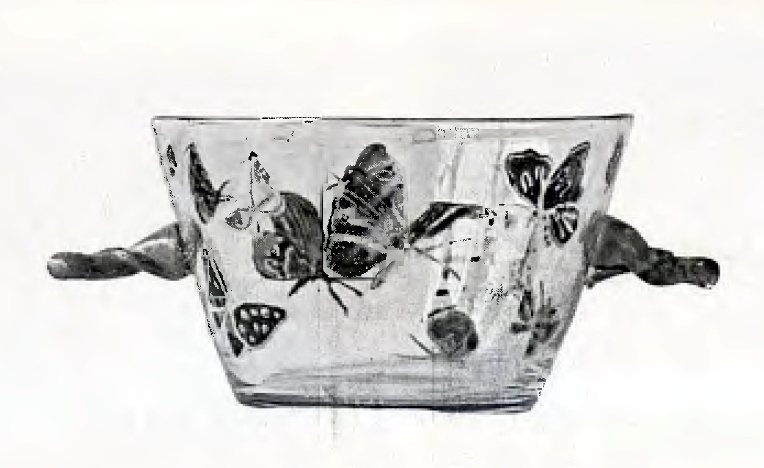
Jarrón de cristal esmaltado, 1921

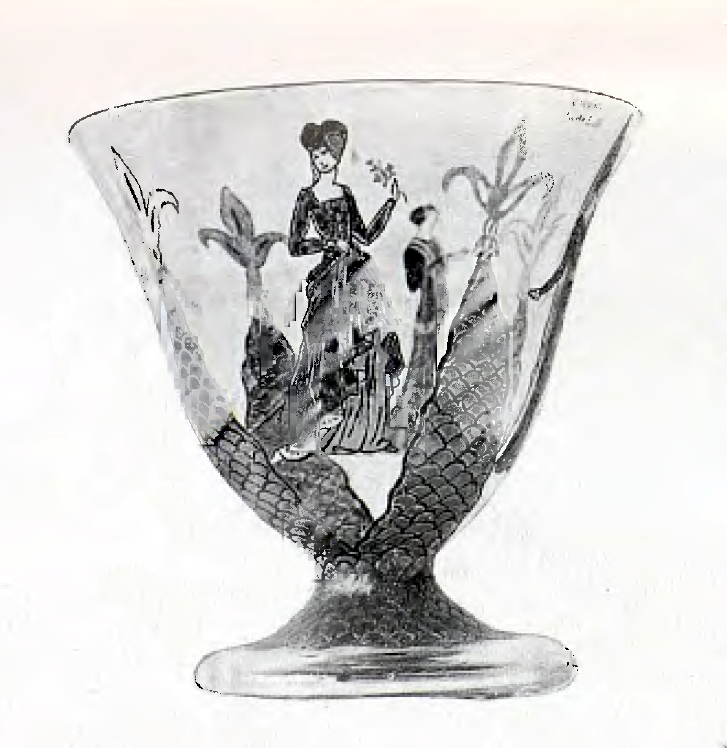
Jarrón de cristal esmaltado, 1921

Núria Solé i Ventura (Barcelona, 1901 - 1994) fue una ceramista y esmaltadora de vidrio española.

## Biografía
Hija de Àngela Ventura Maymó y del diputado en las Corts Joan Solé i Pla. En 1919 estudió dibujo en la Academia Baixas de la calle Pi de Barcelona, junto a su hermana Euda Solé y América Cardunets, con quien compartirían una gran amistad. Las tres ampliaron estudios en la Escuela Superior de los Bellos Oficios de Barcelona en1920, matriculándose en la asignatura de cerámica y esmalte sobre vidrio que impartía el ceramista Francesc Quer .
En 1921 las tres artistas se dieron a conocer, como alumnas de Francesc Quer en las Galerías Layetanas, exponiendo cerámica y piezas de vidrio esmaltadas. Esta exposición conjunta se fue repitiendo cada dos años al menos hasta 1929.
En 1925 las tres participaron en la Exposición Internacional de Artes Decorativas de París, donde América obtuvo una medalla. El mismo año exponían en el Ateneo Gironí junto a Alexandre Cardunets, padre de América.
En 1926 las tres artistas, junto a Alexandre Cardunets, hicieron una exposición de fotografías, dibujos y vidrio esmaltados en el Ateneo Igualadino de la Clase Obrera, con motivo del día de Sant Jaume. Al año siguiente participaron en la exposición pro-monumento Garreta que se hizo en la Sala Parés. En abril de 1929 exponían sus cristales en la Sala Parés y ese mismo año participaron en la Exposición Internacional de Barcelona de 1929.
A finales de 1939, terminada la Guerra Civil, las dos hermanas se exiliaron, junto con los padres. Primero vivieron en Barranquilla, Colombia y después en Venezuela. Solé regresó a Barcelona en 1948, a tiempo de salvar de la subasta las propiedades de la familia, y su hermana Euda lo hizo hacia 1957.